# Ахмед Халім Ібрагім
Ахмед Халім Ібрагім (араб. أحمد حليم, 10 лютого 1910 — дата смерті невідома) — єгипетський футболіст, що грав на позиції півзахисника за клуб «Замалек», а також національну збірну Єгипту.

## Клубна кар'єра
У футболі відомий виступами у команді «Замалек». 

## Виступи за збірну
Був присутній в заявці збірної на чемпіонаті світу 1934 року в Італії, але на поле не виходив.